# الدوري الشمالي الممتاز 1975–76
الدوري الشمالي الممتاز 1975–76 هو موسم من دوري الشمال الممتاز ‏. فاز فيه نادي رانكورن هالتون.